# San Jacinto, Pangasinan
San Jacinto là một đô thị hạng 4 ở tỉnh Pangasinan, Philippines. Theo điều tra dân số năm 2007, đô thị này có dân số 35.591 người trong 6.143 hộ.

## Barangay
San Jacinto được chia thành 19 barangay.
| - Awai - Bolo - Capaoay (Pob.) - Casibong - Imelda (Decrito) - Guibel - Labney - Magsaysay (Capay) - Lobong - Macayug | - Bagong Pag-asa (Poblacion East) - San Guillermo (Poblacion West) - San Jose - San Juan - San Roque - San Vicente - Santa Cruz - Santa Maria - Santo Tomas |